# Sokoban
Sokoban (倉庫番 Sōkoban, lagerarbejder) er et computerspil, hvor spilleren styrer en lagerarbejder, der skubber kasser rundt i et lagerrum. Opgaven er at placere kasserne på bestemte steder i rummet. Kun én kasse kan flyttes ad gangen, og kasser kan kun skubbes, ikke trækkes.